# Владислав II (Бохемия)
Владислав II (на чешки: Vladislav II.; 1110 – 1174) е херцог и след 1158 г. крал на Бохемия.
Произхожда от династията Пршемисловци.
- „Чехите преминават р. Ада през 1158 г.“ от Йохан Матхаузер
- „Чехите на Владислав II при завладяването на Милано, 1158 г.“,
илюстрация на Йохан Матхаузер от 1909 г.